# Hyèvre-Magny
Hyèvre-Magny ist eine französische Gemeinde mit 63 Einwohnern (Stand: 1. Januar 2022) im Département Doubs in der Region Bourgogne-Franche-Comté.

## Geographie
Hyèvre-Magny liegt auf 280 m, sechs Kilometer östlich von Baume-les-Dames und etwa 35 Kilometer ostnordöstlich der Stadt Besançon (Luftlinie). Das Dorf erstreckt sich im Doubstal auf der linken südlichen Seite des Flusses, in der Talenge am Durchbruch des Doubs durch die Jura-Randkette, dem äußersten nordwestlichen Kettensystem des Juragebirges.
Die Fläche des 3,41 km² großen Gemeindegebiets umfasst einen Abschnitt des Doubstals. Der Doubs fließt hier mit mehreren Windungen durch eine meist rund 500 m breite flache Talaue nach Westen und bildet gleichzeitig die Wasserstraße des Rhein-Rhône-Kanals. Bei Hyèvre-Magny durchschneidet er die Antiklinale der Jura-Randkette in einem klusartigen Durchbruch. Das Tal wird von steilen Hängen flankiert, die verschiedenenorts Felswände und Vorsprünge zeigen. Der Flusslauf bildet stets die nördliche Grenze. Von hier reicht der Gemeindeboden auf die bewaldete Krete des Bois de Babre (477 m). Südlich des Dorfes erstreckt sich das Gemeindeareal in die Senke von Villers-Saint-Martin, die an die Jura-Randkette anschließt, und den angrenzenden, bewaldeten Hang der Lomontkette hinauf. Hier wird mit 499 m die höchste Erhebung von Hyèvre-Magny erreicht.
Nachbargemeinden von Hyèvre-Magny sind Hyèvre-Paroisse im Norden, Roche-lès-Clerval im Osten, Lomont-sur-Crête und Villers-Saint-Martin im Süden sowie Baume-les-Dames im Westen.

## Geschichte
Auf dem Gemeindegebiet von Hyèvre-Magny befand sich ein gallorömischer Siedlungsplatz, was anhand von Waffen- und Werkzeugfunden nachgewiesen werden konnte. Im Mittelalter gehörte Hyèvre zur Herrschaft Clerval, die im 14. Jahrhundert unter die Oberhoheit der Grafen von Montbéliard kam. Zusammen mit der Franche-Comté gelangte das Dorf mit dem Frieden von Nimwegen 1678 definitiv an Frankreich. Bis zur Zeit der Französischen Revolution bildeten Hyèvre-Magny und Hyèvre-Paroisse eine einzige Gemeinde. Heute ist Hyèvre-Magny Teil des Gemeindeverbandes Doubs Baumois.

## Bevölkerung
| Jahr                       | 1962 | 1968 | 1975 | 1982 | 1990 | 1999 | 2006 | 2018 |
| Einwohner                  | 61   | 67   | 68   | 61   | 51   | 51   | 65   | 69   |
| Quellen: Cassini und INSEE |      |      |      |      |      |      |      |      |

Mit 63 Einwohnern (Stand 1. Januar 2022) gehört Hyèvre-Magny zu den kleinsten Gemeinden des Départements Doubs. Nachdem die Einwohnerzahl in der ersten Hälfte des 20. Jahrhunderts deutlich abgenommen hatte (1911 wurden noch 103 Personen gezählt), wurden seit Beginn der 1960er Jahre nur noch geringe Schwankungen verzeichnet.

## Wirtschaft und Infrastruktur
Hyèvre-Magny war bis weit ins 20. Jahrhundert hinein ein vorwiegend durch die Landwirtschaft (Ackerbau, Obstbau und Viehzucht) und die Forstwirtschaft geprägtes Dorf. Noch heute leben die Bewohner zur Hauptsache von der Tätigkeit im ersten Sektor. Außerhalb des primären Sektors gibt es nur wenige Arbeitsplätze im Dorf. Einige Erwerbstätige sind auch Wegpendler, die in den umliegenden größeren Ortschaften ihrer Arbeit nachgehen.
Die Ortschaft ist verkehrstechnisch gut erschlossen. Sie liegt nahe der Hauptstraße N83, die von Besançon nach Montbéliard führt. Der nächste Anschluss an die Autobahn A36 befindet sich in einer Entfernung von ungefähr elf Kilometern. Weitere Straßenverbindungen bestehen mit Hyèvre-Paroisse, Villers-Saint-Martin und Roche-lès-Clerval.